# After school (Whiteberryのアルバム)
『after school』（アフター・スクール）は、whiteberryのデビューミニアルバム。1999年8月4日発売。

## 解説
デビューシングル「YUKI」がリリースされる4ヶ月前に発売されたミニアルバムで、本作がデビュー作である。デビューシングルが「YUKI」に決定する以前は、「通学路」をタイトル曲に、「あそびたいの」をカップリング曲にしたシングルがデビュー・シングルになるはずだった（「通学路」はプロモーション・ビデオまで制作されている）。

## 収録曲
1. Fightberry -Instrumental- （作曲・編曲：坂井紀雄）
  - Whiteberryが発表した楽曲の中でこの曲のみが、インスト楽曲である（同名曲のインスト楽曲を除く）。
2. 通学路 （作詞：Whiteberry、作曲：恩田快人、編曲：坂井紀雄・恩田快人）
  - テレビ東京系アニメ『キョロちゃん』前期エンディングテーマ
  - フジテレビ系『めちゃ×2イケてるッ!』10代目エンディングテーマ（2000年10月～2001年3月）
3. AKUBI （作詞：前田由紀、作曲・編曲：坂井紀雄）
  - 約1年後の2000年11月にリアレンジして「あくび」としてシングル化された。
4. あそびたいの （作詞：Whiteberry、作曲：恩田快人、編曲：坂井紀雄・恩田快人）
5. アニマル・ラブ （作詞：よしの、作曲：小野祐司、編曲：坂井紀雄）